# Филодендрон гигантский
Филодендрон гигантский (лат. Philodendron giganteum) — вид крупных тропических растений семейства Ароидные (Araceae).
Растения этого вида предпочитают рассеянное освещение.

## Ботаническое описание
Листья крупные, сердцевидно-овальные, в поперечнике до 90 см, с глянцевым оттенком.
Соцветие имеет ярко-красное покрывало и светлый початок.

## Распространение
Впервые описан в 1856 году. Встречается на Доминике, Гваделупе, Мартинике , Монтсеррате, Нидерландских Антильских островах, островах Саба и Синт-Эстатиус, Пуэрто-Рико, Сент-Китс, Сент-Винсент, Тринидад и Тобаго , Виргинских островах и на северо-востоке Южной Америки.